# CCR RioSP
A Concessionária do Sistema Rodoviário Rio-São Paulo S.A, conhecida como CCR RioSP, é uma concessionária brasileira de rodovias inaugurada em 2022, responsável pela conservação, manutenção e exploração da BR-116/RJ-SP e BR-101/RJ-SP, no total de 626 km sob concessão, sendo 356 km da Rodovia Presidente Dutra e 270 km da Rio-Santos. 
A concessionária é vencedora do Leilão realizado na B3 (bolsa de valores) em Outubro de 2021, sendo o vencedor o Grupo CCR. Este já administrava a rodovia desde 1996 com 402 km entre Rio de Janeiro e São Paulo como CCR NovaDutra (contrato encerrado em Março de 2022).
Seu contrato foi assinado em 28 de Janeiro de 2022 entre o Grupo CCR e a Agência Nacional de Transportes Terrestres. A concessionária já iniciou os serviços na Rodovia Presidente Dutra no dia 1° de Março de 2022, ainda aguardando a ANTT para começar os trabalhos iniciais na Rio-Santos entre o km 52 (Praia Grande) em Ubatuba/SP e o Rio de Janeiro/RJ (entroncamento BR-465).
É o maior leilão rodoviário do mundo , com um total de R$ 14,8 bilhões em novos investimentos e R$11 bilhões em manutenção e conservação ao longo dos 30 anos de concessão. 

## Investimentos Previstos
O Ministério da Infraestrutura, sob direção do Ministro Tarcísio Gomes de Freitas realizou pesquisas avançadas na área de projetos para que os projetos ficassem mais eficientes e pudessem atender melhor os usuários que pagam os pedágios aos concessionários, este contrato da CCR RioSP contém novidades e modernização das ferramentas de fiscalização e performance do projeto.
Segundo o PER, Programa de Exploração da Rodovia estão previstos investimentos maciços ao longo das rodovias, segundo a lista abaixo:
| Obra                                     | BR-116 (Rod. Pres. Dutra) | BR-101 (Rio-Santos) |
| ---------------------------------------- | ------------------------- | ------------------- |
| Faixas Adicionais (3° e 4° Faixa)        | 568 km                    | 33 km               |
| Duplicação                               |                           | 80 km               |
| Nova pista de Subida da Serra das Araras | 16,2 km                   |                     |
| Área de Escape                           | 2                         |                     |
| Vias Marginais                           | 133,4 km                  | 10,5 km             |
| Passarelas                               | 91                        | 37                  |
| Alças de Conexão                         | 8                         |                     |

No trecho da Serra das Araras, a Concessionária deverá realizar a construção de uma nova pista ascendente. A atual pista ascendente deverá ser adequada para ser a pista descendente, com as devidas adequações de geometria. Deverão ser implantadas 4 (quatro) faixas de rolamento por sentido e acostamentos interno e externo. 
A Concessionária deverá realizar reforço dos acostamentos, compatível à solução adotada nas pistas de modo a permitir circulação de veículos de forma contínua e melhorar as condições de fluidez da vida Em caso de veículo parado no acostamento, a Concessionária deverá interromper a liberação da circulação e reestabelecer a função de faixa de emergência em até 30 minutos após a detecção.
Faixas Adicionais e vias marginais para os municípios de São José dos Campos, Caçapava, Taubaté e Jacareí tem uma média para finalização com prazo de 5 anos da concessão, trecho já com saturação de tráfego.
Além da instalação de barreira de ruído, trevos, acessos, OAE´s, túneis, pontos de ônibus, passarelas e muito dispositivos de segurança.